# Gipszkarton

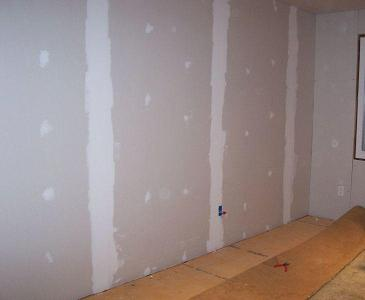
Gipszkartonból készült fal

A gipszkarton az építőiparban használatos termék. 

## Alapanyaga
A gipszkarton alapanyaga a gipsz (CaSO4•2H2O ) és a kartonpapír. A gyártás során csak gőzkibocsátás történik, beépített anyagként pedig – mivel a gipsz előállítása során a nehézfémeket, az oldható sókat eltávolítják belőle - nincs károsanyag-kibocsátása vagy radioaktív sugárzása. A gipszkarton lap másik alapanyaga a kartonpapír, mely környezetbarát, általában újrahasznosított alapanyagokból készül. A gipszkarton lapokat 2; 2,5; 2,75; 3 m-es hosszúságban és 0,6; 1,2; és 1,25 m szélességben lehet megvásárolni. A lapok viszonylagos nagysága átlag kb 2,5 m².

## Felhasználása
A gipszkarton lehetővé teszi a szárazvakolást. Ez a technológia nem csak Magyarországon, hanem világszerte egyre népszerűbb belsőépítészeti megoldás, lassanként kiszorítja a hagyományos vakolási eljárásokat. Könnyebb, költséghatékonyabb és nem utolsósorban klimatizáló hatású.  